# Corrençon-en-Vercors
Corrençon-en-Vercors är en kommun i departementet Isère i regionen Auvergne-Rhône-Alpes i sydöstra Frankrike. Kommunen ligger i kantonen Villard-de-Lans som tillhör arrondissementet Grenoble. År 2022 hade Corrençon-en-Vercors 368 invånare.

## Befolkningsutveckling
Antalet invånare i kommunen Corrençon-en-Vercors
Referens:INSEE